# Lygosoma somalicum
Lygosoma somalicum är en ödleart som beskrevs av  Parker 1942. Lygosoma somalicum ingår i släktet Lygosoma och familjen skinkar.
Artens utbredningsområde är Somalia. Inga underarter finns listade i Catalogue of Life.